# Roger Dorsinville
 (août 2024).
Si vous disposez d'ouvrages ou d'articles de référence ou si vous connaissez des sites web de qualité traitant du thème abordé ici, merci de compléter l'article en donnant les références utiles à sa vérifiabilité et en les liant à la section « Notes et références ».
Roger Hénec Dorsinville, né le 11 mars 1911 à Port-au-Prince et mort le 12 janvier 1992, est un poète, romancier, essayiste, dramaturge, journaliste, enseignant, homme politique et diplomate haïtien.

## Biographie
Roger Dorsinville est issu d'une famille de journalistes et d'historiens, son père, Hénec, est directeur-fondateur du journal et de la revue L'Essor.
Roger Dorsinville est militaire, évangéliste, enseignant, journaliste, chef de cabinet présidentiel, ainsi que consul, ministre et ambassadeur dans différents pays d'Amérique du Sud et au Sénégal, avant de mettre fin à sa carrière politique en 1965.
Sa carrière diplomatique le conduit à des postes comme consul à New York, puis comme ambassadeur au Brésil, Costa Rica, Venezuela et Sénégal.
Les préoccupations sociales de l'auteur se manifestent à travers ses écrits journalistiques et ses œuvres littéraires. Le Grand devoir paru en 1962, est un poème épique évoquant l'histoire tragique du Nouveau Monde marquée par l'esclavage et la dépossession des richesses d'Haïti désormais sous la férule dictaturiale des Duvalier (père et fils). Son livre Toussaint Louverture, paru en 1965, est un hymne à l'épopée de l'histoire d'Haïti.
De 1973 aux années 1980, Dorsinville situe l'Afrique au centre de l'éthique et de l'esthétique de ces textes.
En 1986, Dorsinville retourne à Haïti. Son esprit est tourné vers l'espoir d'une Haïti nouvelle, libérée du duvaliérisme.
Roger Dorsinville meurt le 12 janvier 1992 à Port-au-Prince.

## Œuvres

### Romans
- Kimby, ou, La loi de Niang. Paris: Présence Africaine, 1973; Port-au-Prince: Éditions Deschamps, 1990.
- L'Afrique des rois. Paris: Union générale d'éditions, 1975; Port-au-Prince: Deschamps, 1990.
- Un Homme en trois morceaux. Paris: Union générale d'éditions, 1975; Port-au-Prince: Deschamps, 1990.
- Mourir pour Haïti, ou, Les croisés d'Esther. Paris: l'Harmattan, 1980.
- Renaître à Dendé. Paris: Harmattan, 1980.
- De Fatras Bâton à Toussaint Louverture. Alger: Enal, 1983.
- Marche arrière (Mémoires). Collectif Paroles (1986).
- Accords perdus. (édité par Max Dorsinville). Montréal: CIDIHCA, 1987.
- Ils ont tué le vieux blanc. Port-au-Prince: Deschamps, 1988.
- Une Haïtienne à New York. Port-au-Prince: Éditions des Antilles, 1991.
- Les Vèvès du Créateur. (édition établie par Max Dorsinville). Montréal / Port-au-Prince: CIDIHCA / Deschamps, 1989; Montréal / Port-au-Prince: CIDIHCA / Mémoire-Regain, 1999.
- Rites de passage (œuvres littéraires complètes). 11 volumes. Max Dorsinville, éd. Port-au-Prince: Deschamps, 1990.
- Marche arrière II (Mémoires). Port-au-Prince: Éditions des Antilles, 1991.
- Mémoire-regain,1999

### Essais
- Toussaint Louverture, ou, La vocation de la liberté. Paris: Julliard, 1965; Montreal: Éditions du CIDIHCA, 1987.
- Dans un Peuple de dieux: mythologie de l'hinterland libérien. Monrovia, 1968; Alger: Société nationale d'édition et de diffusion, 1971.
- Jacques Roumain. Paris: Présence Africaine, 1981.
- "Lili Marlene: Voyage en Yougoslavie". Africa 144 (1982).
- L'Homme derrière l'arbre: un Haïtien au Libéria. (avec Jean-Jacques Mandel; photographies de Roger Dorsinville). Paris: L'Harmattan, 1991.
- The collected edition of Roger Dorsinville's postocolonial literary criticism africa (deux volumes en français) vol 1; 1976-1981 vol2; 1982-1986.Ed.And intro Dorsainville,preface Marie-Hélène Laforest,leweston,NY mellen press 2003 Nouvelles

- Les Contes de la forêt atlantique. Alger: Entreprise nationale du livre, 1986.
- Gens de Dakar. Dakar, NEA, 1978; Port-au-Prince: Deschamps, 1990.
- Le Mâle de l'espèce. Port-au-Prince: Deschamps, 1990.

### Poésie
- Pour Célébrer la terre. Port-au-Prince: Presses Libres, 1955.
- Le Grand Devoir. Madrid: Taller Gráfico CIES, 1962.
- Pour Célébrer la terre, suivi de Poétique de l'exil (1972, inédit). Édition établie et annotée par Max Dorsinville. Montréal: Mémoire d'encrier, 2005.

### Théâtre
- Barrières, pièce en 3 actes. Port-au-Prince: Deschamps, 1946.